# Micropontius ovoides
Micropontius ovoides är en kräftdjursart som beskrevs av Gooding 1957. Micropontius ovoides ingår i släktet Micropontius och familjen Micropontiidae. Arten är reproducerande i Sverige. Inga underarter finns listade i Catalogue of Life.